# 344000 Astropolis
344000 Astropolis è un asteroide della fascia principale. Scoperto nel 2004, presenta un'orbita caratterizzata da un semiasse maggiore pari a 2,3763225 UA e da un'eccentricità di 0,0917246, inclinata di 6,36444° rispetto all'eclittica.